# Tetragnatha aetherea
Tetragnatha aetherea là một loài nhện trong họ Tetragnathidae.
Loài này thuộc chi Tetragnatha. Tetragnatha aetherea được Eugène Simon miêu tả năm 1894.